# Evropská vodní doprava

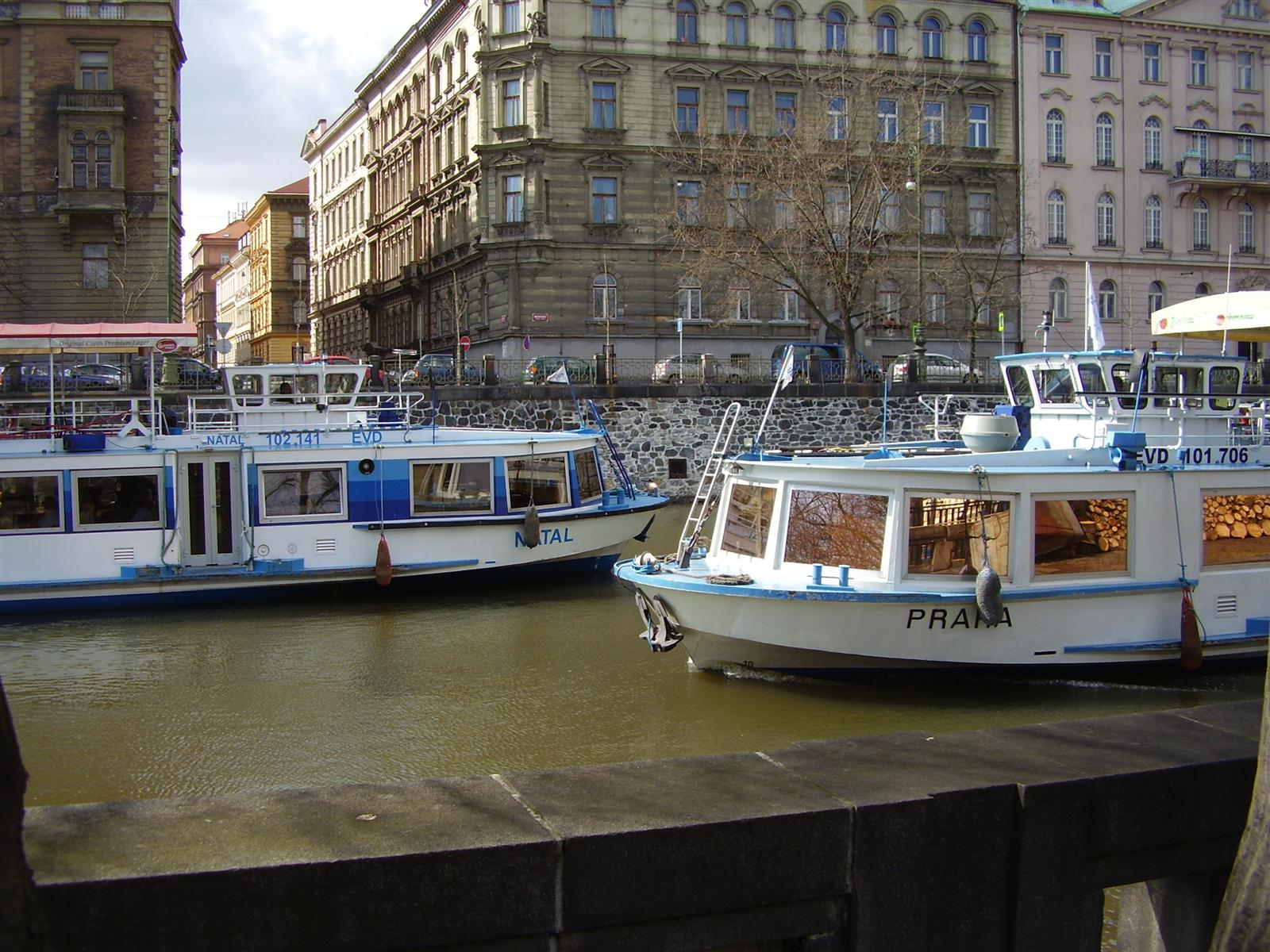
EVD spolu s majetkově spřízněnou PPS byly až do roku 2012 dominantními provozovateli osobních lodí na Vltavě v Praze. V roce 2012 převzala osobní lodní dopravu společnost Prague Boats. Na obrázku míjení dvou motorových lodí EVD, Praha a Natal, v kanále u Dětského ostrova.

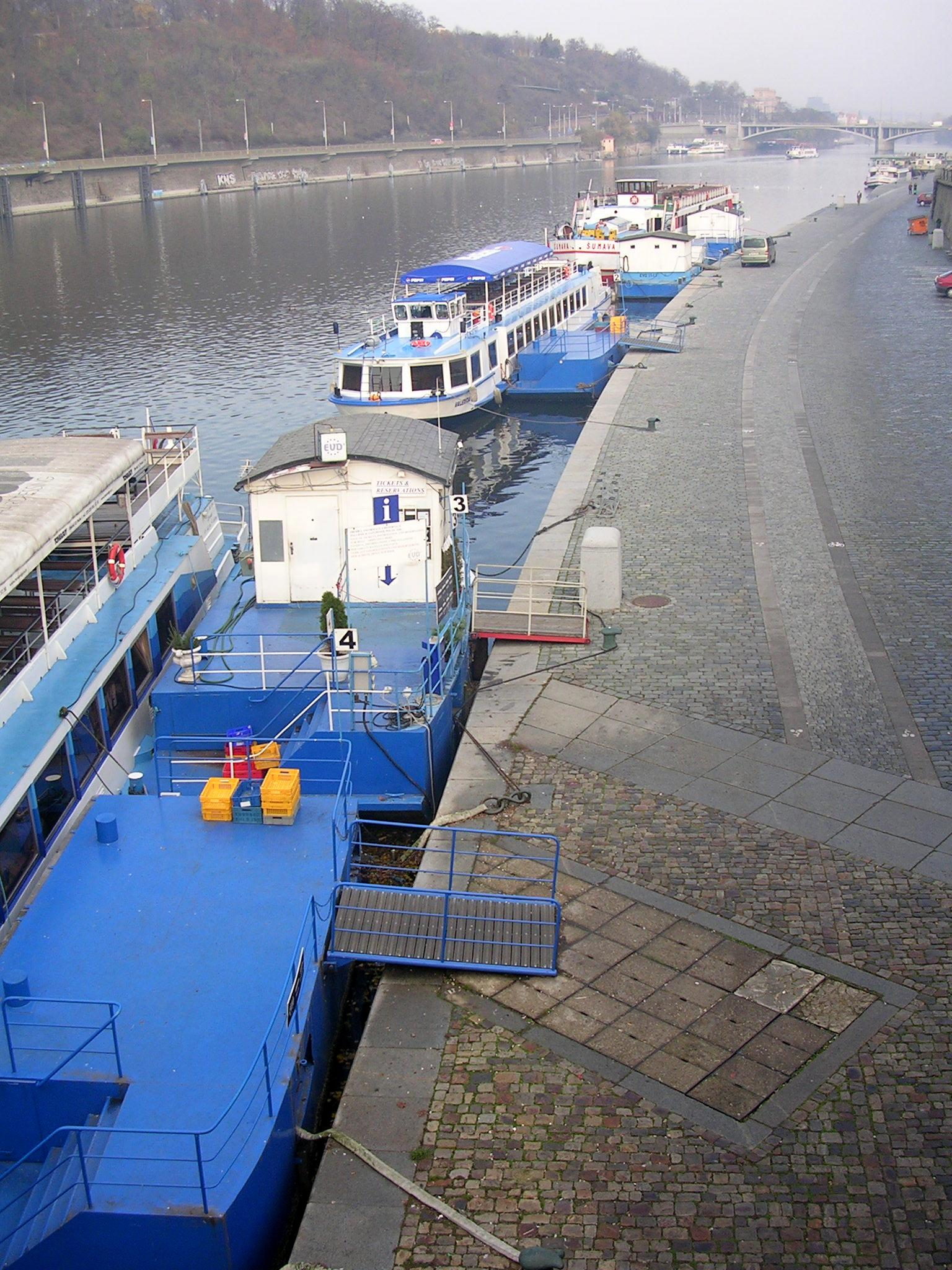
Přístaviště EVD v Praze u Čechova mostu

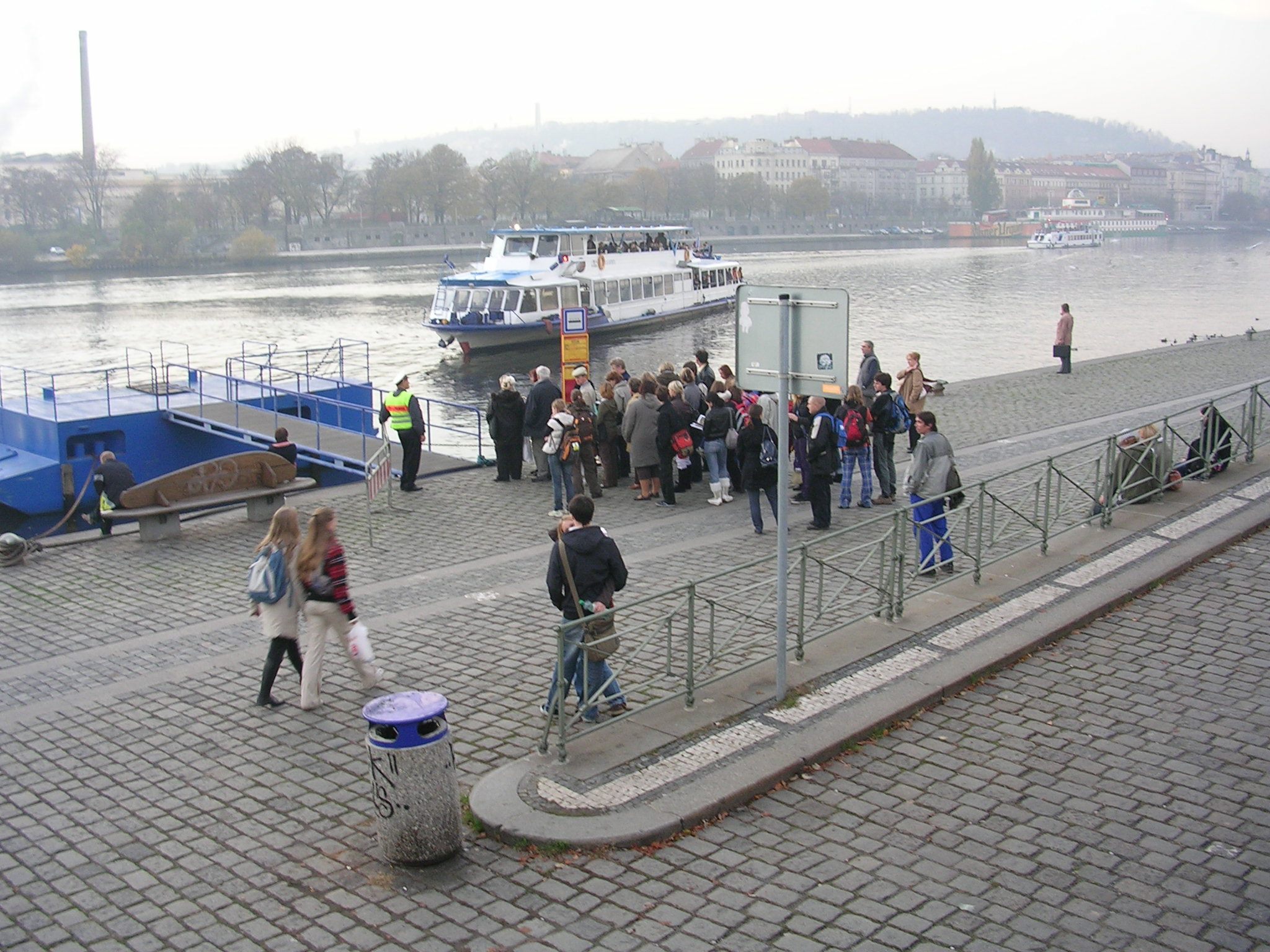
Loď EVD Danubio se jako jedna za tří lodí podílela na náhradní lodní dopravě provozované Pražskou paroplavební společností při přerušení provozu tramvají ve Vyšehradském tunelu na podzim 2008

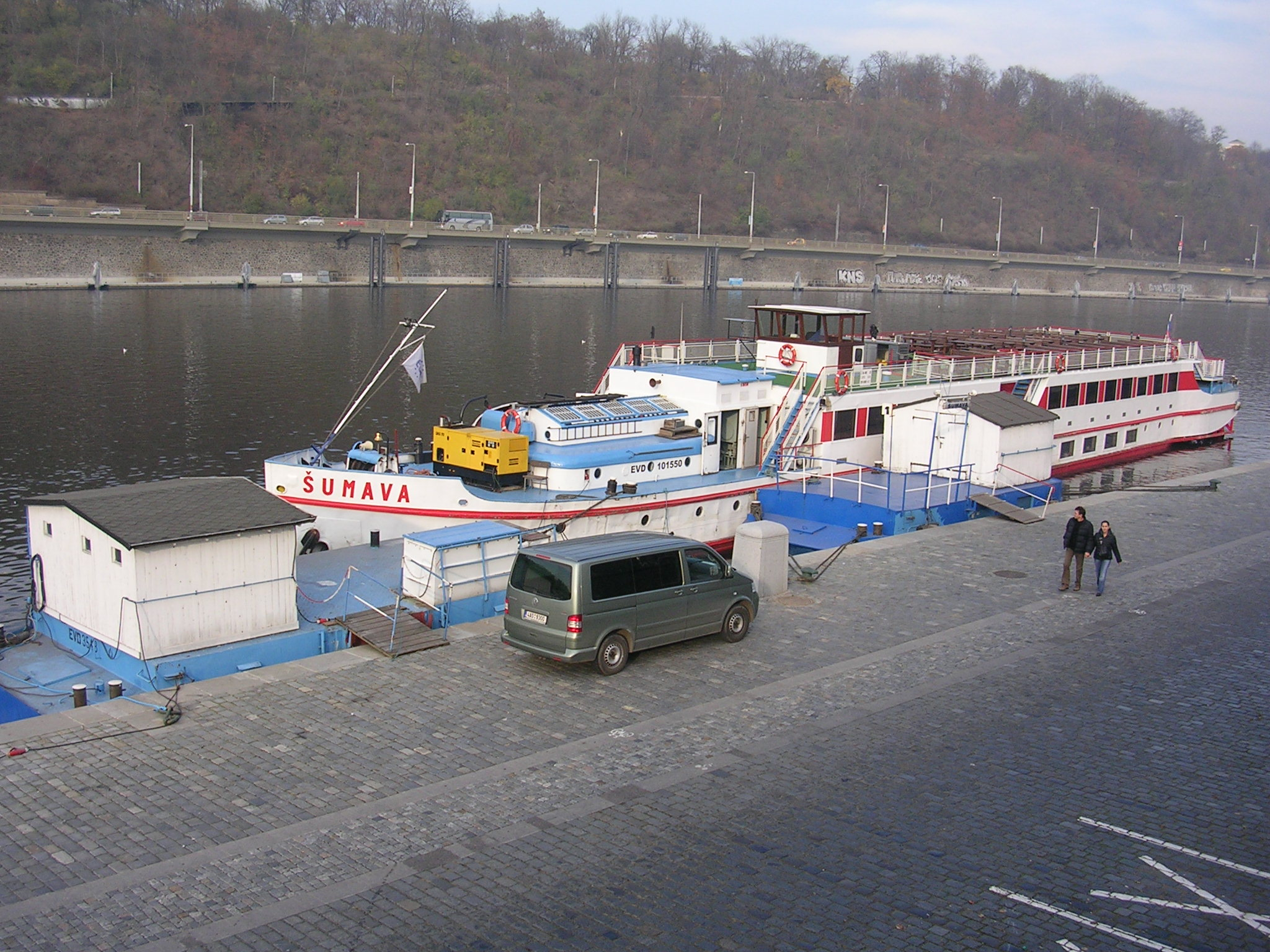
Loď EVD Šumava

Evropská vodní doprava (zkratka EVD) je skupina plavebních společností provozující jednak osobní vodní dopravu na Vltavě v Praze a okolí (tu po ní od roku 2012 převzala dceřiná společnost Prague Boats s.r.o.), ale i nákladní dopravu na dopravně významných vodních cestách v Čechách i v Evropě. Do obchodního rejstříku byla trojice společností zapsána v roce 1993. EVD má úzký vztah k Pražské paroplavební společnosti a. s., přinejmenším od března 2002 do března 2003 byla jejím jediným akcionářem. Sesterskou společnost EVD-SPED pro nákladní dopravu vlastní většinovým podílem Richard Vojta, menšinovým Lukáš Hradský.
EVD a její dceřiná společnost PPS jsou nejvýznamnějšími osobními lodními dopravci na Vltavě v Praze a na střední Vltavě tím prakticky i v celé České republice. Sesterská společnost Evropská vodní doprava-sped., s. r. o. provozuje též nákladní vodní dopravu po Labi i po zahraničních evropských řekách a podle výše nároků na náhradu škod způsobených nedostatečnou splavností Labe pod Ústím je po ČSPL druhým nejvýznamnějším labským přeshraničním dopravcem.

## Historie společnosti
Richard Vojta byl před rokem 1990 technikem a později dispečerem Československé plavby labské v Děčíně,[zdroj?] rovněž v Praze pracoval na osobních lodích Pražské paroplavební společnosti.[zdroj?]
V roce 1990 získal licenci k provozování lodní dopravy,[zdroj?] hlavním cílem však bylo provozování nákladní dopravy po českých i evropských vodních cestách,[zdroj?] podle čehož byl zvolen název pozdější společnosti.
U českých loděnic nechal Richard Vojta v roce 1990 postavit první nákladní loď své společnosti[zdroj?] a v lednu 1990 dostal od ČSPL do pronájmu osobní loď Kamenice,[zdroj?] jejímž působištěm se od ledna 1991 stala Praha.[zdroj?]
Tři sesterské společnosti Richarda Vojty, které měly v názvu slova Evropská vodní doprava, byly do obchodního rejstříku zapsány 22. března 1993, později došlo k drobným změnám jejich názvů.
- Evropská vodní doprava s. r. o., původním názvem Evropská vodní doprava-osobní doprava, spol. s r. o., IČ 48592421 (od roku 1998 je stoprocentním vlastníkem Richard Vojta)
- Evropská vodní doprava-Praha s. r. o., IČ 48592439, původně sesterská, od roku 2002 je dceřinou společností předchozí uvedené společnosti
- Evropská vodní doprava-sped., s. r. o., IČ 48592412 (původní a dosud většinový vlastník je Richard Vojta, od roku 2009 má téměř poloviční podíl Lukáš Hradský, který působí jako jednatel)

V letech 1999–2003 byl Richard Vojta předsedou představenstva Pražské paroplavební společnosti a. s. Od března 2002 do března 2003 byla Evropská vodní doprava s. r. o. uvedena v obchodním rejstříku jako jediný akcionář Pražské paroplavební společnosti a. s., pro předchozí ani další období nejsou v obchodním rejstříku podílníci uvedeni. EVD a její dceřiné a sesterské společnosti jsou menšinovými spoluvlastníky (v roce 2009 činí podíl cca 27 %) firmy Port Carolina s. r. o. (původním názvem Osobní přístav Praha s. r. o.), která je převážně sdružením lodních dopravců. V letech 1995–2000 byl Richard Vojta také vlastníkem polovičního podílu společnosti Vltavská lodní společnost, spol. s r. o.

## Osobní doprava
EVD provozovala nejen linkovou osobní dopravu, ale převážně pravidelné okružní plavby v centru Prahy (včetně plaveb s hudbou, diskotékou, obědem či večeří) a plavby na objednávku a pronájem lodí; jejími klienty byly v naprosté většině zahraniční turisté.[zdroj?] Vyhlídkové plavby vyplouvala z přístavišť u Palackého a Čechova mostu a na Kampě. Její nástupnickou společností, která převzala osobní lodní dopravu, se roku 2012 stala společnost Prague Boats s.r.o.
V lednu 1990 dostal Richard Vojta od ČSPL do pronájmu osobní loď Kamenice,[zdroj?] jejímž působištěm se od ledna 1991 stala Praha.
V roce 1993 pořídila EVD loď Libuše, kterou přejmenovala na Calypso, a ze Slovenska loď Domaša, kterou přejmenovala na Odyssea. V roce 1995 byla do flotily zařazena loď Poseidon.[zdroj?] Na začátku roku 1996 byla v libeňských loděnicích dokončena kompletní přestavba zadokolesového motorového remorkéru Šumava na osobní loď.[zdroj?] Plavidla byla průběžně modernizována a upravována. V roce 2000 přibyla loď Bohemia (původně Ploučnice) Loď Bohemia se před 2019 odstěhovala na Slovensko na Domašu. V roce 2007 Danubio (původně Čadca), potom Valencie a Andante, v roce 2008 Labe (původně Breitling) a hotelová loď Florentina.[zdroj?]
- Šumava byla původně roku 1953 postavena jako zadokolesový motorový remorkér pro vlečení člunů a lodí na Labi zejména při nižších vodních stavech a poprvé spuštěna na vodu roku 1952. Roku 1993 jej zakoupila EVD a v letech 1995–1996 jej přestavěla na velkou salónní loď s gastronomickým servisem: velkou lodní kuchyní v podpalubí a s velkým barem a rautovými stoly na hlavní palubě. Kapacita lodi byla 152 až 190 míst k sezení v klimatizovaném a vytápěném salónu a 200 míst k sezení na sluneční palubě, dále loď měla ještě dolní salónek. Loď byla dlouhá 57,5 metru a široká 9,1 metru. Pohon zajišťoval původní dieselový spalovací motor ČKD 6L 350 z roku 1953 o síle 550 HP a spotřebě 35 litrů nafty na hodinu plavby, dva dieselagregáty o spotřebě 6 litrů nafty za hodinu a moderní dokormidlovací zařízení omega jet o spotřebě 3 litry nafty za hodinu, které usnadňovalo manipulaci s lodí. Posádka byla tvořena čtyřmi muži – kapitánem, strojníkem a dvěma lodníky. Mimo sezónu bývala loď odstavována k úpravám a opravám. V roce 2022 byla loď vyřazena z flotily a určena k ekologické likvidaci[6].
- Lodě typu BIFA střední: Andante, Calypso (původně Libuše), Porto, Lužnice
- Lodě typu BIFA dlouhé: Natal (původně Berounka), Praha, Valencia, Labe
- Kotva
- Danubio
- Moderní prosklené lodě: Agnes d' Bohemia, Bohemia Rhapsody, Grand Bohemia, Bella Bohemia
- Florentina, jediná hotelová loď v ČR
- Malé mahagonové lodě: Šárka a Libuše jsou lodičky typu Sebrino 630, poprvé byly spuštěny na vodu v dubnu 2009 a v květnu 2009. Byly vyrobeny v italském městě Luczano, a to ručně z mahagonového dřeva. Mají šířku 2,15 metru, délku 6,36 metru, ponor 0,40 metru a kapacitu 11 osob. Přední část plavidla vyplňuje lůžko. Jsou poháněny hybridním elektromotorem splňujícím normu Euro 4, dieselový motor má výkon 11,8 kW a elektromotor 2,2 kW. Maximální rychlost při pohonu dieselovým motorem je 6,8 uzlů, při pohonu elektromotorem 6,2 uzlů.
- Parníky Vyšehrad a Vltava – spravovala spolu s Pražskou paroplavební společností.

## Nákladní doprava
Evropská vodní doprava-SPED se silně angažuje v podpoře projektů usplavnění Labe pro potřeby nákladní vodní dopravy, zejména prohloubení Labe od Ústí nad Labem po státní hranici, kde se situace postupně zhoršuje, a výstavbu jezu u Děčína. Roku 2008 po 125 dní nebyl úsek splavný, roku 2003 dokonce 176 dní. Evropská vodní doprava kvůli situaci v roce 2008 musela 4 nákladní lodě o celkové kapacitě 2700 tun nechat sešrotovat a další 4 vyřadit z provozu. Ekonomické přežití společnosti zatím umožňuje jen doprava provozovaná na zahraničních řekách.
Podle informace ministerstva dopravy ČR z května 2009 uplatňovalo u ministerstva 20 rejdařů či rejdařských společností nárok na náhradu škody za to, že stát nezajistil dostatečně splavnost Labe, z toho největší požadavek, ve výši 1,79 miliardy Kč, vznesla ČSPL a druhý největší nárok, ve výši 589,8 milionů Kč, vznesla EVROPSKÁ VODNÍ DOPRAVA-SPED, s velkým odstupem pak následoval nárok společnosti Česko-saské přístavy na 70 milionů Kč.
Následně EVD-SPED žádala od českého státu soudně náhradu škody 175 milionů korun. V dubnu 2010 odvolací soud potvrdil zamítnutí tohoto nároku, o měsíc dříve soud zamítl podobný nárok ČSPL.